# Avenida Flatbush

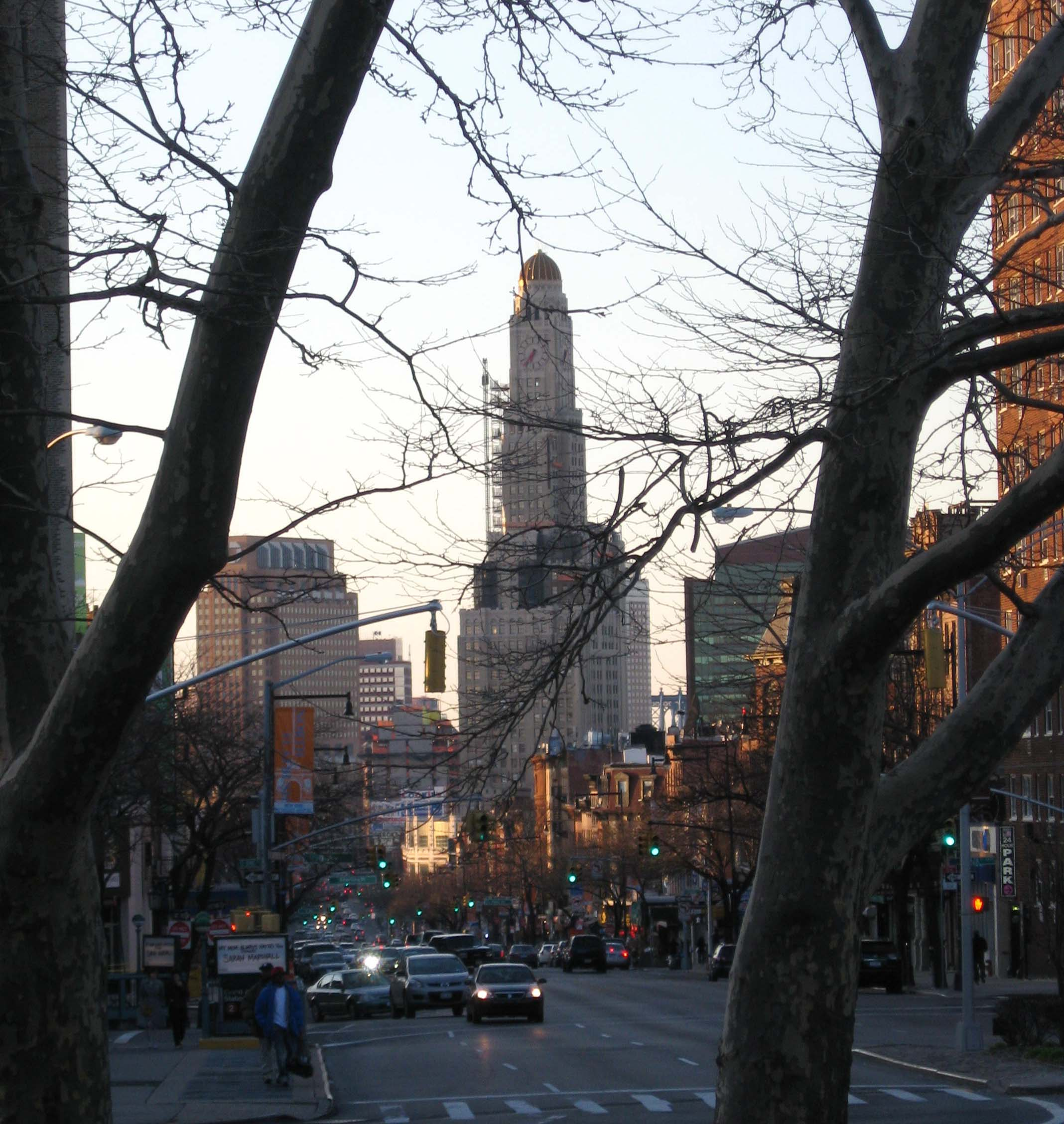
Mirando al norte desde la Grand Army Plaza hacia la Williamsburgh Savings Bank Tower.

La avenida Flatbush (en inglés: Flatbush Avenue) es una vía del borough neoyorquino de Brooklyn. Va desde el Puente de Manhattan en dirección sur-sureste hasta Jamaica Bay, donde se une al Marine Parkway–Gil Hodges Memorial Bridge, que conecta Brooklyn con la península Rockaway de Queens. Fue ampliada por el norte desde la calle Fulton hasta el Puente de Manhattan con el nombre de Flatbush Avenue Extension.
La avenida, incluida su ampliación, tiene 15.9 km de longitud y cuatro carriles, dos en cada sentido, durante la mayor parte de su recorrido. Al norte de la Avenida Atlantic y al sur de la Avenida Utica tiene seis carriles, tres en cada sentido, separados por una mediana.

## Descripción
El recorrido diagonal de la avenida Flatbush crea un característico patrón en cada uno de los barrios que atraviesa. Es la arteria central del borough, llevando el tráfico que va y viene de Manhattan y pasando por lugares como el MetroTech Center, City Point, el Fulton Mall, el restaurante Junior's, el campus de la Universidad de Long Island en Brooklyn, la Academia de Música de Brooklyn, la Atlantic Terminal del Ferrocarril de Long Island, el Barclays Center, la Grand Army Plaza, la Biblioteca Pública de Brooklyn, el Jardín Botánico de Brooklyn, el Prospect Park, el Erasmus Hall High School, el Kings Theatre, el Brooklyn College y el Floyd Bennett Field.
La avenida Flatbush constituye el límite de Prospect Heights, Park Slope y muchos otros barrios. Otras arterias importantes de Brooklyn empiezan en la avenida Flatbush, como la Avenida Ocean y el Bulevar Empire (ambos en Willink Plaza), el Bulevar Linden, la Avenida Eastern Parkway o la Avenida Utica.
Originalmente era un sendero de los pueblos nativos, que discurría aproximadamente a lo largo de lo que es en la actualidad el límite este de Prospect Park y aprovechaba un punto bajo para cruzar los altos de Guan, que forman la columna vertebral de Long Island. Un monumento junto a la antigua Flatbush Road, actualmente dentro del parque, conmemora el intento de bloquear la calle en el paso Flatbush —que atravesaba los altos de Guan— durante la batalla de Long Island. Durante gran parte del siglo xix, tenía un camino de tablones de madera explotado por una empresa de peaje. Numerosas casas históricas bordean la avenida, que a finales de la década de 1920 fue enderezada con su forma actual. Calles como Amersfort Place son restos de las partes antiguas de la avenida que permanecen en la trama urbana como un eco del pasado.

## Transporte
La mayor parte de la avenida Flatbush está servida por la ruta B41 de MTA Regional Bus Operations, aunque la ruta Q35 también sirve la avenida al sur de Nostrand Avenue. Otras rutas de autobús también recorren la avenida durante tramos más cortos.
La Línea de la Avenida Nostrand del Metro de Nueva York (trenes 2 y 5) termina en la estación Flatbush Avenue–Brooklyn College, mientras que la Línea Brighton (trenes B y Q) y la Línea Eastern Parkway (trenes 2, 3, 4 y 5) discurren bajo la avenida entre las estaciones Prospect Park y DeKalb Avenue, y Grand Army Plaza y Nevins Street, respectivamente.